# نهائي كأس فلسطين 2016
نهائي كأس فلسطين 2016: هي النسخة الثانية من كأس فلسطين وفاز بها أهلي الخليل باللقب الثاني على التوالي.

## الفرق
- أهلي الخليل
- شباب خانيونس

## المباريات

### الذهاب
أُقيمت مباراة الذهاب على ملعب اليرموك بمدينة غزة، يوم 26 يوليو، وانتهت بفوز أهلي الخليل على شباب خانيونس بهدف مقابل لا شيء.

### الإياب
أُقيمت مباراة الإياب على ملعب الحسين بن علي بالخليل يوم 30 يوليو، وانتهت بالتعادل بهدف لكل من الفريقين.

## الفائز
(اللقب الثاني)